# Diacidia
Diacidia es un género botánico de plantas con flores con 14 especies perteneciente a la familia Malpighiaceae. Es originario de Sudamérica.

## Descripción
Son árboles, arbustos o subarbustos; con estípulas  grandes a muy grandes. La inflorescencia es terminal. Los pétalos de color amarillo. El fruto es seco, indehiscente.

## Taxonomía
El género fue descrito por August Heinrich Rudolf Grisebach  y publicado en Flora Brasiliensis  12(1): 119 - 120, en el año 1858. La especie tipo es Diacidia galphimioides Griseb.
Citología
El número de cromosomas : n = (23 ? ) 24 ( W. R. Anderson, 1993).

## Especies
- Diacidia aracaensis W.R.Anderson
- Diacidia cordata 	(Maguire) W.R. Anderson
- Diacidia duckeana 	Maguire
- Diacidia ferruginea 	(Maguire & K.D.Phelps) W.R. Anderson
- Diacidia galphimioides Griseb.
- Diacidia glaucifolia 	(Maguire) W.R. Anderson
- Diacidia hypoleuca 	(Maguire) W.R. Anderson
- Diacidia kunhardtii 	(Maguire) W.R. Anderson
- Diacidia nucifera Chodat
- Diacidia parvifolia Cuatrec.
- Diacidia rufa 	(Maguire) W.R. Anderson
- Diacidia steyermarkii 	(Maguire) W.R. Anderson
- Diacidia stipularis 	(Maguire & K.D. Phelps) W.R. Anderson
- Diacidia vestita 	(Benth.) Benth. & Hook.f. ex B.D.Jacks.